# Nikolaj Nikolajevič Miklucho-Maklaj
Nikolaj Nikolajevič Miklucho-Maklaj (rusky: Николай Николаевич Миклухо-Маклай, ukrajinsky Микола Миколайович Миклухо-Маклай, anglicky Nicolai Nicolaevich Miklouho-Maclay) ((5.) 17. července 1846, Rožděstvenskoje – (2.) 14. dubna 1888) byl ruský etnograf, antropolog a cestovatel ukrajinského původu, který zkoumal původní obyvatele jihovýchodní Asie, Austrálie a Oceánie včetně domorodců severovýchodního břehu Nové Guineje.
Tuto oblast dodnes některé zdroje nazývají Maklajovým břehem.
Miklucho-Maklaj publikoval zhruba 160 vědeckých prací. Byl zastáncem domorodých národů, vystupoval proti rasismu, otrokářství a kolonialismu. Vystupoval před Ruskou geografickou společností s výklady o ochraně národů a vyzýval carskou vládu, aby se zastala domorodců Nové Guineje, jelikož viděl, jak s nimi zacházeli němečtí koloniální vojáci.

## Životopis
Nikolaj Nikolajevič Miklucho-Maklaj se narodil v Novgorodské gubernii v rodině N. I. Mikluchy – inženýra železničních drah, který stavěl železnici Nikolajevskaja a byl prvním vedoucím Moskevského nádraží. Jeho otec Nikolaj Iljič Miklucha se narodil v roce 1818 v Starodubě v Černigovské gubernii. Pradědovi, záporožskému kozákovi Štěpanu Mikluchovi, byl udělen šlechtický titul za odvahu při útoku na Očakov (během rusko-turecké války). Jeho matka byla Kateřina Semjonovna, dívčím jménem Bekkerová, polské národnosti. Dodnes se mezi obyvateli vsi Starodubské vyskytuje příjmení Miklucha nebo Mikluchin. Druhá část příjmení významného cestovatele byla přidána později, v době jeho pobytu v Austrálii.
Později se rodina přestěhovala do Petrohradu, kde od roku 1858 Nikolaj pokračoval ve svém studiu na Druhém Petrohradském gymnáziu. Když jej dokončil, pokračoval ve vzdělání jako volný posluchač na fyzikálně-matematické fakultě Petrohradské univerzity. Jeho studium nebylo dlouhé. V roce 1864 ho kvůli účasti ve studentských shromážděních vyloučili a on odjel do Německa díky penězům od studentů. V Německu pokračoval ve studiu filozofie na heidelberské univerzitě. Po roce Miklucho-Maklaj přestoupil na fakultu medicíny na stejné univerzitě a pak na univerzitu v Jeně. Tam se seznámil s významným zoologem E. Haeckelem. Pod jeho vedením studoval srovnávací anatomii zvířat. Jako jeho asistent cestoval na Kanárské ostrovy a do Maroka. Po absolvování univerzity v roce 1869 Nikolaj uskutečnil samostatnou cestu podél břehu Rudého moře a pak v roce 1869 se vrátil do Ruska.
Rozhled mladého výzkumníka se rozšířil a on se začal věnovat obecnějším otázkám přírodovědy – antropologii, etnografii a zeměpisu. V těchto oblastech se mu podařilo dosáhnout určitých úspěchů. Obzvlášť zajímavý je jeho závěr o tom, že kulturní a rasové příznaky různých národů jsou podmíněny přírodním a sociálním prostředím. Také věnoval velkou pozornost vytváření zoologických stanic. V roce 1869 v Moskvě na druhém shromáždění přírodovědců a lékařů Miklucho-Maklaj vyzval k vytvoření mořských biologických stanic pro výzkum v mořích. Shromáždění ho podpořilo a bylo rozhodnuto o vytvoření biologické stanice v Sevastopolu.
Nikolaj se vydal na další velkou cestu. V roce 1870 na vojenské lodi „Viťaz“ vyrazil do Nové Guineje. Na severovýchodním břehu ostrova strávil dva roky výzkumem životního stylu, zvyků a náboženských rituálů domorodců. V bádání započatém na Nové Guineji pokračoval na Filipínách, v Indonésii, na jihozápadním břehu Nové Guineje, na poloostrově Malaka a ostrovech Oceánie.
V letech 1876–1877 vědec znovu strávil několik měsíců na severovýchodním břehu Nové Guineje s kmenem, který zkoumal dříve. Jeho pobyt na ostrově byl ale krátký: příznaky anemie a celkové podvýživy ho donutily opustit ostrov a odjet do Singapuru. Léčil se více než půlrok. Pro nedostatek financi se nemohl vrátit do Ruska a byl nucen se přestěhovat do města Sydney v Austrálii, kde se ubytoval u ruského konzula. Poté Miklucho-Maklaj bydlel v Anglickém klubu a následně se přestěhoval do domu veřejného činitele, vědce, zoologa a předsedy Linného společnosti Nového jižního Walesu W. J. Macleaye. Ten pomohl Miklucho-Maklajovi realizovat již dříve v Linného spolku vyslovený záměr o stavbě zoologické stanice v Austrálii.
V září roku 1878 byl Miklucho-Maklajův návrh schválen a v zálivu Watsons Bay podle projektu architekta Johna Kirkpatricka se začala stavět Mořská biologická stanice.
V letech 1879–1880 Nikolaj uskutečnil výpravu na ostrovy Melanésie, konkrétně na ostrov Nová Kaledonie a znovu navštívil severovýchodní břeh Nové Guineje.
V roce 1882 vědec se vrátil do Ruska. Jeho plány zahrnovaly stavbu mořské stanice a ruské usedlosti na severovýchodním pobřeží Nové Guineje (Maklajův břeh). Navrhoval program ekonomických a sociálních změn života obyvatelů ostrova. Audience u Alexandra III. nepřinesla žádné výsledky. Plány vědce byly odmítnuty, ale podařilo se mu vyřešit otázku likvidace dluhů a získat finance na další výzkumy a publikaci vlastních prací.
V roce 1883 Nikolaj opustil Rusko a vrátil se do Austrálie. V Batavii potkal ruskou korvetu „Skoběljov“ (nový název korvety „Viťaz“) a nenechal si ujít možnost znovu navštívit Maklajův břeh, kam plánoval jet velitel lodi, admirál Kopytov. Několik dní v březnu od 17. do 18. Miklucho-Maklaj strávil na známých místech. S domorodci z ostrova Segu se domluvil na stavbě svého nového domu na ostrově Megaspena, vrátit se na Maklajův břeh mu však už nebylo souzeno.
V roce 1884 se oženil s Margaritou Robertsonovou, dcerou Johna Robertsona, velkého vlastníka půdy a politického činitele Nového Jižního Walesu, který byl pětkrát zdejším předsedou vlády. Nikolaj měl dva syny: Alexandra-Nielse Mclaye a Vladimira-Allena Mclaye, kteří celý život strávili v Sydney. V roce 1886 se vědec opět vrátil do Ruska a předložil caru svůj „Projekt Maklajova břehu“ jako protinávrh ke kolonizaci ostrova Německem. Ale ani tento pokus nepřinesl žádoucí výsledek.
Dvakrát (v roce 1886 a 1887) navštívil ukrajinský Malin a statek svojí matky Kateřiny Semjonovny. Zde zkoumal život, zvyky a tradice polešjuků. Zajímal se původem Drevljanů a jejich dějinami. Na vesnicích se zabýval studiem antropologické stavby těla místních obyvatel. V Malině dokončil redakční přípravu svých „Cest“. Zemřel večer 2. dubna 1888 v nemocnici Vilie v Petrohradě na nediagnostikovaný nádor mozku. Je pohřben na „Litěratorskich mostkach“, na Volkovském hřbitově v Petrohradě, jeho lebka byla v souladu s jeho přáním darována místní univerzitě.

## Výzkumy Papuánců
Největší význam mají jeho studie o Papuáncích, tedy původních obyvatelích Nové Guineje. Podařilo se mu získat důvěru a přátelství Papuánců, naučit se jejich jazyk, a tak proniknout do jejich způsobu života. Jeho objevné knihy o Papuáncích neztratily dodnes svou hodnotu. Ve svých vědeckých antropologických pracích dokázal druhovou jednotu a vzájemnou příbuznost lidských ras. Jako první zkoumal primitivní národy na nižším kulturním stupni bez předsudků.

## Další přírodovědecká činnost
Při svých pobytech se věnoval komplexní pozorovatelské činnosti, zapisoval si geografická a meteorologická data a popsal mnoho nových druhů, například houbu Guancha blanca, rostliny Pouteria maclayana a Musa maclayi nebo plže Canefriula maclayiana.